# Coupe d'Océanie de football 2008
Navigation
2004 2012
La Coupe d'Océanie 2008 est la huitième édition de la Coupe d'Océanie de football. L'épreuve est organisée par la Confédération du football d'Océanie.

## Format
Cette compétition sert également d'éliminatoires de la zone océanienne pour la Coupe du monde 2010 et concerne dix nations. Notons à ce propos que l'Australie ne participe plus à la Coupe d'Océanie depuis qu'elle est passée membre de l'AFC, la confédération asiatique de football. La particularité du championnat continental d'Océanie est qu'il n'est pas certain qu'il attribue un ticket qualificatif pour la Coupe du monde. En effet, la nation qui remporte le titre obtient seulement une place de barrage inter-continental face à une équipe asiatique.

### Participants
Les quatre qualifiés pour cette édition de la Coupe d’Océanie :
- Nouvelle-Zélande : qualifiée d'office
- Nouvelle-Calédonie : médaillé d’or des Jeux du Pacifique 2007
- Fidji : médaillé d’argent des Jeux du Pacifique 2007
- Vanuatu : médaillé de bronze des Jeux du Pacifique 2007

## Compétition
La Nouvelle-Zélande remporte la Coupe d'Océanie pour la quatrième fois de son histoire. Elle bat en finale la Nouvelle-Calédonie et remporte ensuite le barrage qualificatif pour la Coupe du monde 2010 où l'Océanie sera finalement représentée.
| Rang | Équipe             | Pts | J | G | N | P | Bp | Bc | Diff |  | Résultats (▼ dom., ► ext.) |     |     |     |     |
| ---- | ------------------ | --- | - | - | - | - | -- | -- | ---- |  | -------------------------- | --- | --- | --- | --- |
| 1    | Nouvelle-Zélande   | 15  | 6 | 5 | 0 | 1 | 14 | 5  | +9   |  | Nouvelle-Zélande           |     | 3-0 | 0-2 | 4-1 |
| 2    | Nouvelle-Calédonie | 8   | 6 | 2 | 2 | 2 | 12 | 10 | +2   |  | Nouvelle-Calédonie         | 1-3 |     | 4-0 | 3-0 |
| 3    | Fidji              | 7   | 6 | 2 | 1 | 3 | 8  | 11 | -3   |  | Fidji                      | 0-2 | 3-3 |     | 2-0 |
| 4    | Vanuatu            | 4   | 6 | 1 | 1 | 4 | 5  | 13 | -8   |  | Vanuatu                    | 1-2 | 1-1 | 2-1 |     |

Source : soccer365.me

### Statistiques
| Rang               | Nom                 | Sélection          | Buts |
| ------------------ | ------------------- | ------------------ | ---- |
| Médaille d'or      | Shane Smeltz        | Nouvelle-Zélande   | 9    |
| Médaille d'argent  | Michel Hmaé         | Nouvelle-Calédonie | 5    |
| Médaille de bronze | David Mulligan      | Nouvelle-Zélande   | 3    |
| 4                  | Roy Krishna         | Fidji              | 2    |
| -                  | Maciu Dunadamu (en) | Fidji              | 2    |
| -                  | Osea Vakatalesau    | Fidji              | 2    |
| -                  | Pierre Wajoka       | Nouvelle-Calédonie | 2    |
| -                  | Francois Sakama     | Vanuatu            | 2    |